# Centre d'Instruction des Equipages de Transport 340 Général Lionel de Marmier
Le Centre d'instruction des équipages de transport (CIET) 340 « Général Lionel de Marmier » est une unité d'instruction de l'armée de l'Air et de l'Espace située sur la base aérienne 123 d'Orléans-Bricy, dans le Loiret, en France.